# شهرستان آرگایاشسکی
شهرستان آرگایاشسکی (به لاتین: Argayashsky District) یک شهرستان در روسیه است که در استان چلیابینسک واقع شده‌است.